# Học viện Quân sự Kang Kon
Học viện Quân sự Kang Kon (Korean: 강건종합군관학교) là một cơ sở giáo dục quân sự nằm ở thủ đô Bình Nhưỡng thuộc Cộng hòa Dân chủ Nhân dân Triều Tiên. Vị trí gần sân bay quốc tế Bình Nhưỡng. Trường được đặt theo tên của nhà lãnh đạo Quân đội Nhân dân Triều Tiên Kang Kon.